# گرانبیتس
گرانبیتس (به لهستانی:  Grąbiec) یک روستا در لهستان است که در گمینا زاویز واقع شده‌است.